# Oenothera cruciata
Oenothera cruciata là một loài thực vật có hoa trong họ Anh thảo chiều. Loài này được (S. Watson) Munz mô tả khoa học đầu tiên năm 1965.